# Maison médicale Jeanne-Garnier
Pour les articles homonymes, voir Jeanne Garnier et Garnier.

La maison médicale Jeanne-Garnier est un établissement de soins palliatifs, fondé en 1874, qui accueille 1 100 malades par an, en priorité des personnes malades en phase avancée ou terminale de leur maladie. Elle est située au 106, avenue Émile-Zola, dans le 15e arrondissement de Paris.

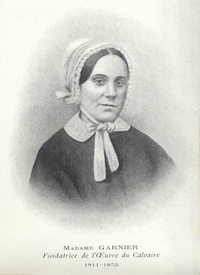
Jeanne Garnier.

## Historique
Elle est gérée par l’Association des Dames du Calvaire, fondée par Jeanne Garnier en 1842. Cette association a été rejointe par la communauté des Xavières en 1988.
La Société française d'accompagnement et de soins palliatifs y a ses locaux.
Le cardinal Lustiger et Jean Vanier sont décédés dans la Maison médicale Jeanne-Garnier.

## Présentation
Elle offre :
- 81 lits en soins palliatifs ;
- 12 chambres en résidence temporaire.

La maison médicale est aussi ouverte à toute personne atteinte d'une pathologie sévère et dans une situation complexe. Une centaine de bénévoles y aident à soutenir les malades et leur famille dans leur fin de vie.
La maison médicale est un établissement privé à but non lucratif, d’intérêt collectif, qui participe au service public hospitalier depuis 1977.

## Charte
En 1999, la Charte des Associations de l’œuvre du Calvaire est signée à Lyon.